# Ánfora nicosténica

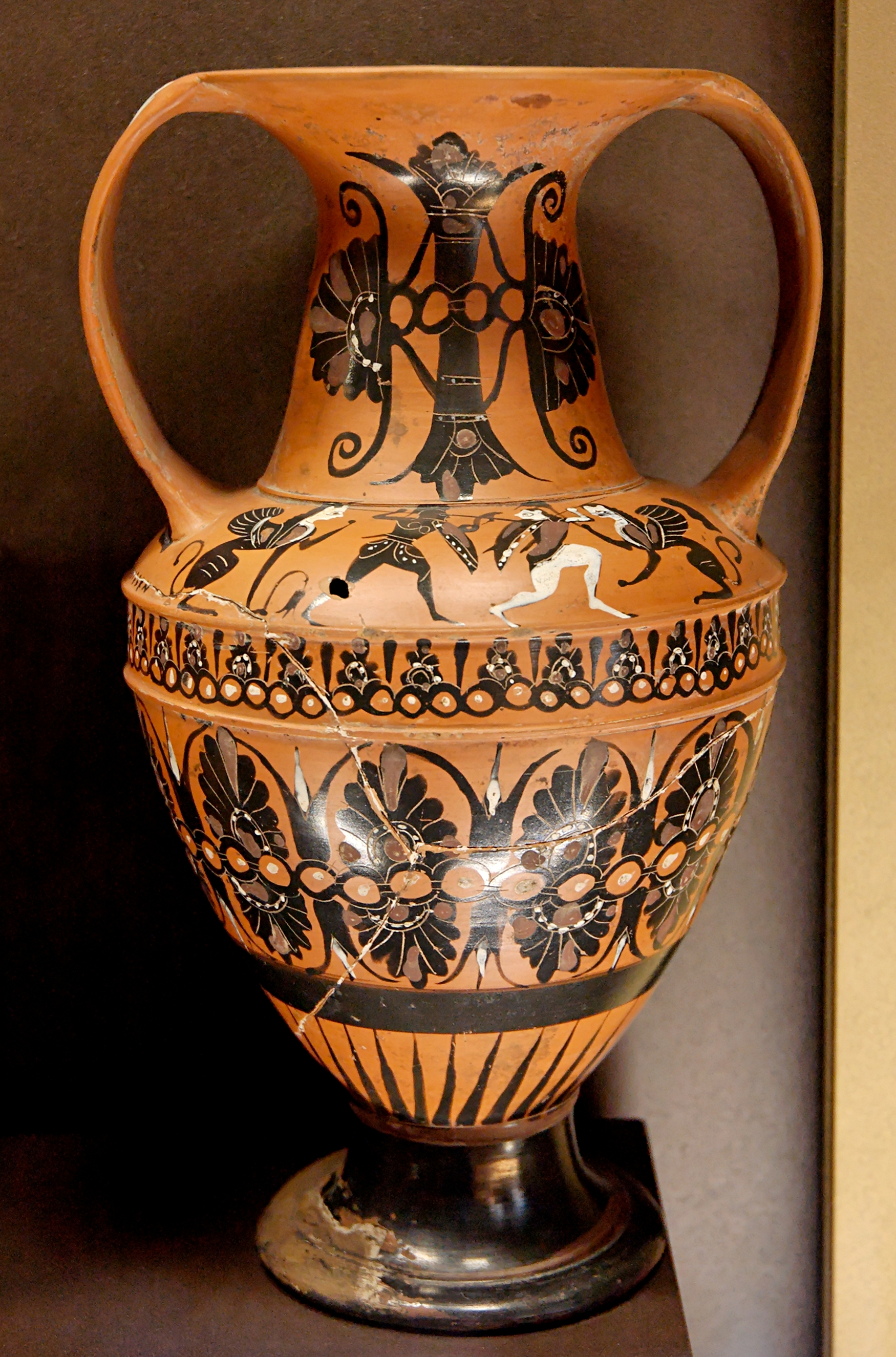
Amazonomaquia en un ánfora nicosténica de Nicóstenes y el Pintor N, circa 520 a. C., Museo del Louvre.

Un ánfora nicosténica es un tipo de vaso ático inventado a finales del siglo VI a. C. por el alfarero Nicóstenes, destinado específicamente a la exportación a Etruria. Inspirada en los tipos etruscos de bucchero, es el producto característico del taller de Nicóstenes y Panfeo.
Los rasgos característicos son las amplias asas planas y el cuerpo angular del ánfora y, que se adelgaza con el tiempo, imitan una forma etrusca. Los antecesores etruscos estaban pintados con una material uniforme negro (bucchero), con el mejor de los casos, una decoración impresa, mientras que los vasos áticos estaban decorados en el estilo de figuras negras. Casi todos los ejemplos conocidos fueron encontrados en Caere, mientras que la mayoría de los productos de Nicóstenes fueron descubiertos en Vulci. Esto sugiere que el tipo fue hecho específicamente para la venta en Caere, lo que refleja el gusto propio de cada región de Etruria y en cierta medida, el mérito de los agentes comerciales de Nicóstenes. Nicóstenes creó o introdujo varias formas de vasos, pero el ánfora nicosténica es su innovación más famosa.
La arcilla de las ánforas nicóstenicas es de color rojo anaranjado brillante, y por lo tanto proporciona una base perfecta para la pintura de vasos de figuras negras. Las figuras que componen la  decoración pueden  recubrir las tres zonas del vientre del vaso en desorden, o bien estar dispuestas en frisos separados, la mayoría con motivos vegetales y animales. Las asas pueden igualmente presentar  figuras, y el labio ensanchado está provisto  de una banda decorada en el lado interior.
Aparentemente la mayoría, quizás incluso todas, las ánforas nicóstenicas fueron pintadas por el Pintor N. La producción comenzó entre los años 530 y 520 a. C. y continuó bajo Panfeo, el sucesor de Nicóstenes, quien en esa etapa empleó a la mayoría de los artistas del estilo de figuras rojas,  para cesar entre el 500 y 490 a. C.

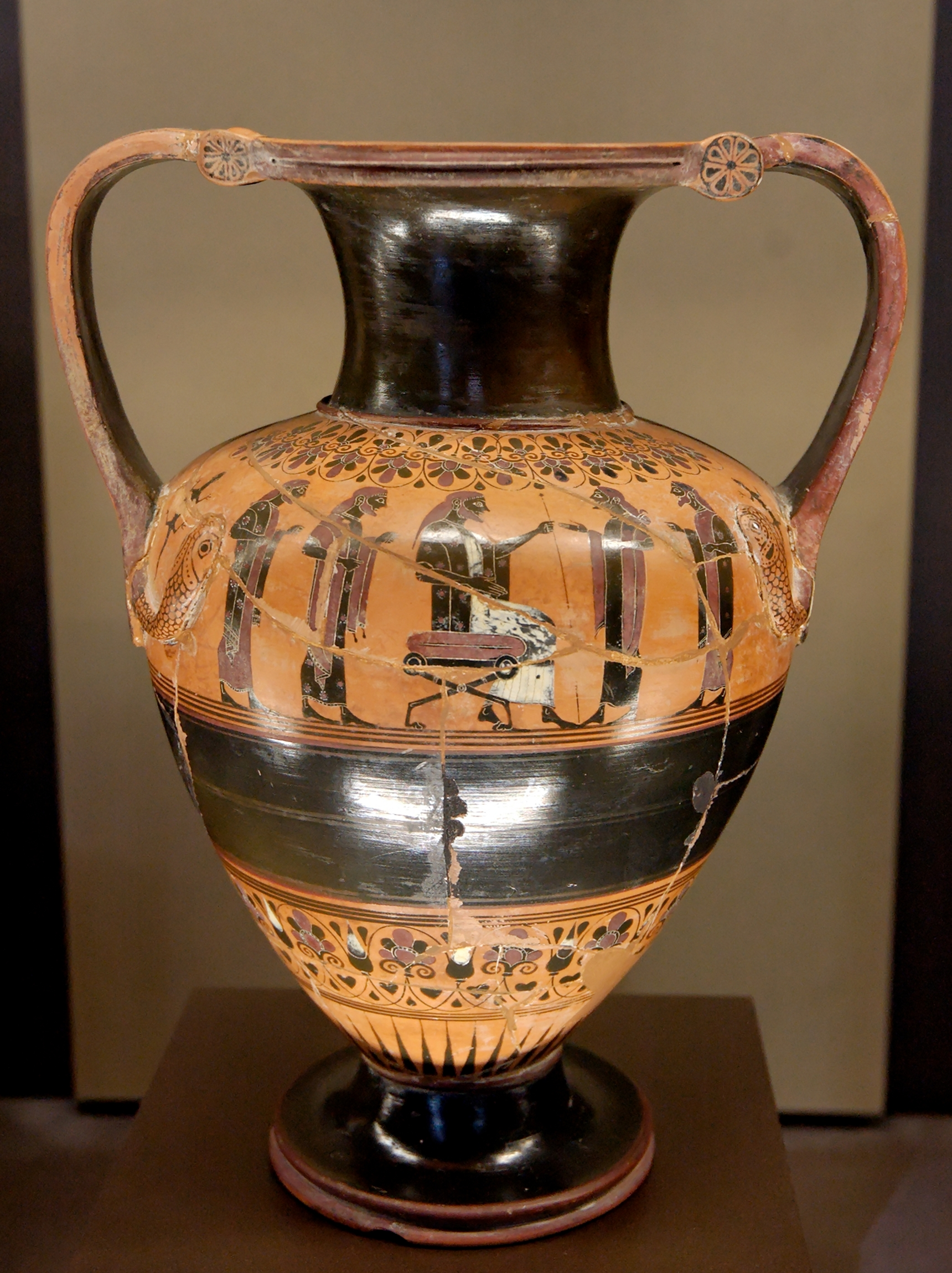
Ánfora nicoesténica, probablemente pintada por el Pintor BMN, circa 530 a. C., Museo del Louvre.